# Yoann Paillot
Yoann Paillot é um ciclista profissional francês, nascido a 28 de maio de 1991 em Angoulême, que faz parte da equipa Saint Michel-Auber93.

## Palmarés
2011 (como amador)
- Campeonato Europeu Contrarrelógio sub-23

2012 (como amador)
- 3.º no Campeonato da França  Contrarrelógio

2013 (como amador)
- Campeão em contrarrelógio dos Jogos Mediterrâneos
- 2° no Campeonato Mundial Contrarrelógio sub-23

2016 (como amador)
- Boucle de l'Artois, mais 1 etapa
- 1 etapa da Kreiz Breizh Elites

2017 (como amador)
- 2.º no Campeonato da França  Contrarrelógio

## Equipas
- La Pomme Marseille stagiaire (2012)
- La Pomme Marseille (2013-2015)
  - La Pomme Marseille (2013)
  - Team La Pomme Marseille 13 (2014)
  - Marseille 13 KTM (2015)
- Océane Top 16 amador (2016-2017)
- Saint Michel-Auber93 (2018-)